# جزبل
جِزِبِل (انگلیسی: Jezebel) یک وبلاگ فمینیستی است که با شعارِ «ستاره، سکس، مُد برای بانوان. بدون قلم بادی.» فعالیت می‌کند. جزبل یکی از چند وبلاگی است که به گاوکر مدیا تعلق دارد.

## تاریخچه
جزبل در تاریخ ۲۱ مهٔ سال ۲۰۰۷ میلادی به‌عنوان چهاردهمین بلاگ گاوکر آغاز به کار کرد. به گفتهٔ آنا هولمز، بنیان‌گذار جزبل، این وبگاه برای خدمت بهتر به خوانندگان زن گاوکر، که بیش از ۷۰٪ مخاطبان آن‌ها هستند، تشکیل شد. یکی از سیاست‌های اصلی وب‌سایت به گفتهٔ هولمز جلوگیری از گفتن «مطالب زن‌ستیز در مورد وزن زنان است».
در روز آغاز به کار جزبل برای تصویر روی جلدی که روتوش شده نباشد، جایزه‌ای ۱۰٫۰۰۰ دلاری تعیین کرد.
در ماه دسامبر سال ۲۰۰۷ میلادی تعداد بازدید ماهانهٔ جزبل از مرز ۱۰ میلیون بار گذشت. نیک دنتون، صاحب گاوکر مدیا، اعلام کرد که «جزبل دلیل افزایش بازدیدهای وبگاه اصلی ماست».

## انتقادها
در سال ۲۰۱۰ میلادی، جزبل به دلیل انتقاد از نمایش روزانه به علت نحوهٔ برخورد با نویسندگان و دست‌اندرکارانِ زنِ آن، به‌طور عمومی در رسانه‌ها مطرح شد. مجلهٔ اِسلِیت (Slate) در مقاله‌ای، جزبل و وبگاه‌های مشابه فمینیستی را محکوم کرد که برای مطرح شدن عمومی از وقایع سوءاستفاده می‌کنند.